# Listonosz Pat
Listonosz Pat – brytyjski serial animowany dla dzieci, opowiadający o przygodach Pata, listonosza z fikcyjnego miasteczka Zielona Dolina (ang. Greendale) w hrabstwie Yorkshire.
Serial produkuje studio Woodland, Hit Entertainment dla telewizji BBC. Podobnie jak „bliźniaczy” serial Strażak Sam jest robiony techniką animowanych kukiełek i opiera się na takich samych zasadach. Czasami seriale te są niesłusznie kojarzone z filmem Bob Budowniczy, z którym nie mają nic wspólnego.

## Serie
Do dnia dzisiejszego powstały cztery serie „Listonosza Pata”. Pierwsza powstała w latach 80. Jej akcja była bardzo prosta – w każdym odcinku Pat i Jess rozwozili pocztę mieszkańcom Zielonej Doliny. Różnica polegała na tym, iż każdego dnia była inna pogoda, co było przyczyną różnych komplikacji. Ostatnie dwa odcinki pierwszej serii powstały w roku 1991, mają po 25 minut i posiadają bardziej skomplikowaną treść.
W roku 1994 powstały kolejne dwa odcinki 25-minutowe, nie należące do żadnej serii, nazywane czasami „serią 1,5”. Druga seria powstała w roku 1996. Posiada już bardziej skomplikowaną fabułę, opowiada przede wszystkim o pomysłach i zamierzeniach mieszkańców, w realizacji których pomaga im Pat.
Trzecia seria kreskówki powstała na przełomie lat 2003 i 2004. Jest zupełnie odmienna od poprzednich. Pat i Jess przestali być najważniejszymi postaciami, niejednokrotnie za równie ważne uważane są miejscowe dzieci. Odcinki z trzeciej serii posiadają dwa równoległe toki akcji (najczęściej: 1 – Pat; 2 – dzieci). Zmieniła się też trochę technika animacji: podczas mówienia usta postaci nie są jak dotąd nieruchome. Zwrócono także uwagę na upływ czasu: dzieci są teraz zdecydowanie starsze, niektóre nawet nie przypominają „dawnych” siebie (np. Lucy Selby, Sara Gilbertson, Tom i Katy Pottage), a najstarsze osoby w serialu (np. panna Hubbart, major Forbeas, babcia Drayden) w tej serii już się nie pojawiają. Inne postacie (Peter Fogg, George Lancaster) usunięto ze względu na brak wyrazistości, a Sam Woldron po prostu nie pasował do nowej wersji. Oprócz tego doszło kilka nowych postaci (osoby pracujące na stacji) a Zielona Dolina, dzięki pociągowi, przestała być miasteczkiem odciętym od świata. Zlikwidowano będący w serialu od końca I serii pocztowy autobus, ponieważ robiłby konkurencję parowozowi.

## Zasady serialu
”Listonosz Pat” jest serialem, który ma spełniać funkcje wychowawcze. Z tego powodu jest przyjazny widzowi: nie ma bohaterów negatywnych, a występujące postacie nigdy się nie kłócą, za to zawsze pomagają sobie nawzajem.

## Ścieżka dźwiękowa
Twórcą oryginalnej muzyki był Bryan Daly, jednak zmieniono go w trzeciej serii na innego. Nowa muzyka nie zepsuła serialu, zdobyła nawet większe uznanie niż poprzednia. Piosenka czołówkowa jest wykonywana na tę samą melodię, lecz w nowym wykonaniu, przy akompaniamencie innych instrumentów.

## Postacie

### Ze wszystkich serii
- Pat Clifton – główny bohater, listonosz w Zielonej Dolinie. Zaradny i pomysłowy. Inni mieszkańcy często radzą się go w różnych sprawach. Obowiązkowy, bardzo poważnie podchodzi do swojej pracy – nigdy nie zdarzyło mu się nie dostarczyć przesyłki. Jego nieodłącznym kompanem jest kot Jess, a najlepszym przyjacielem Ted Glen. Pat bardzo lubi oglądać jego wynalazki i potrafi rozmawiać z nim godzinami. Nigdy nie odmawia filiżanki herbaty, którą zazwyczaj wszyscy go częstują. Obecność osób apodyktycznych (panna Hubbart, burmistrz Forbeas) sprawia, że traci umiejętność trzeźwego myślenia. Nosi okulary, ubrany w mundur i czapkę pocztowca. Jeździ starą, czerwoną furgonetką z żółtym napisem „Royal Mail” (poczta królewska) i rejestracją PAT 1. W odcinkach 15, 16, 23, 26 posiadał także podobny do niej pocztowy autobus, z numerem rejestracyjnym PAT 2. Czasami korzysta także ze starego roweru. W pierwszych siedmiu odcinkach furgonetka nie miała napisu, a jedynie wymalowaną królewską koronę.
- Jess – czarno-biały kot z różowym nosem i czerwoną obróżką, nieodłączny przyjaciel i towarzysz Pata. Spostrzegawczy, ma dobrą pamięć. Czasami potrafi błyskawicznie przemieszczać się z miejsca na miejsce. Nie może zrozumieć niektórych dziwactw swojego pana, niejednokrotnie się za niego wstydzi. Jak każdy kot lubi czasem porozrabiać. W przeciwieństwie do Pata nie lubi wynalazków Teda, bo wie, że zazwyczaj prowadzą one do katastrofy.
- Sara Clifton – żona Pata. Praktyczna. W przeszłości też pracowała jako listonoszka. W pierwszej i drugiej serii nie pracuje, w trzeciej razem z Nishą otwiera kawiarnię na stacji kolejowej.
- Alf Thompson – typowy farmer o charakterystycznym, zachrypniętym głosie. Kocha swój stary, rozklekotany traktor i swoje liczne stado owiec. Jest przekonany, że ma talent do śpiewania, jednak w rzeczywistości strasznie fałszuje i chrypi jednocześnie. Posiada nieznośną kozę Rózię i gołębia pocztowego Cedryka, który zawsze potrafi trafić do domu. Alf nie rozumie zasad, którymi kieruje się w życiu Selby. Potrafi nawet złamać jakiś przepis. Ulubione powiedzonko Alfa: „A niech to dziurawy kalosz!”
- Dorota (Dorothy) Thomson – żona Alfa. Typowa farmerka, zawsze występuje w chuście na głowie. Zajmuje się pilnowaniem farmy: odgania wrony od pola, próbuje zapanować nad wszędzie pałętającymi się kurami.
- Ted Glen – po Jessie, najlepszy przyjaciel Pata. Miejscowa złota rączka. Jego pasją są wynalazki. Naprawianie rzeczy idzie mu doskonale, gorzej jest z wynalazkami – niemalże zawsze kończą się katastrofą i stanowią zagrożenie dla zdrowia i życia. Ted ubrany jest w stary, dziurawy, czerwony pulower, robocze spodnie i brązową czapkę. Mieszka w warsztacie pod miasteczkiem, jeździ starą, rozpadającą się ciężarówką marki Land Rover w kolorze wyblakło żółtym, ze zbitym przednim światłem i napisem Builder. W serii trzeciej pomaga Ajayowi naprawiać lokomotywę – Zieloną Rakietę. Czasami podczas jazdy pociągu pełni funkcję palacza. Ted ma pewien bardzo dziwny zwyczaj: kiedy Pat go szuka zawsze znika tak, że nie można go nigdzie znaleźć, a potem pojawia się w najmniej oczekiwanym momencie.
- Artur (Arthur) Selby – miejscowy policjant. Najczęściej ma stopień sierżanta, jednak w serii trzeciej nazywany jest posterunkowym. Jego życie to nieustanne egzekwowanie przepisów. Za pazuchą nosi miniaturowy kodeks. Ponieważ w Zielonej Dolinie próżno szukać przestępców, najczęściej kieruje ruchem i ustawia tabliczki z napisem „Objazd”. Na początku serialu jeździ starym, rozpadającym się rowerem, w rzeczywistości nadającym się tylko na złom. Nigdy jednak nie wlepia sobie mandatu za posiadanie niebezpiecznego dla życia pojazdu. Czasem widać go również w radiowozie. Ponieważ mieszka sam z córką, musi wykonywać czynności dość krępujące dla policjanta, jak np. pranie i gotowanie. Wbrew pozorom, jakie stwarza wizerunek twardego stróża prawa, Selby jest czuły i bardzo zależy mu na rodzinie. Kocha ponad wszystko córkę Lucy, pozwalając jej na wszystko.
- Jeff (Goofy) Pringle – nauczyciel w miejscowej szkole. Bardzo lubi organizować różne wyjścia dla uczniów a także zabawy, przeglądy i prezentacje dla wszystkich mieszkańców. W drugiej serii pomaga mu w tym burmistrz Forbeas. W niektórych odcinkach jego imię to Jeff, a w innych Goofy.
- pani Goggins – kierowniczka poczty w Zielonej Dolinie. Ma psa – Bonusa. Zajmuje się sortowaniem poczty. Na co dzień spokojna staruszka, jednak kiedy tylko ma okazję, potrafi się zabawić. Jedna z najstarszych osób w miasteczku. W niektórych sytuacjach przestaje już rozumieć młodsze pokolenie. Choć nie daje tego po sobie poznać, bardzo boi się, żeby nie zostać uznaną za „starą i niepotrzebną” a w konsekwencji odrzuconą. Przyjaźni się z pastorem.
- pastor Timms – miejscowy pastor. Mieszka na plebanii przy kościele, nieopodal cmentarza. Pasjonuje się hodowlą róż i muzyką. Jednak dobrze wychodzi mu jedynie gra na pianinie. Kiedy nikt nie patrzy, odrzuca stołek i gra tańcząc jednocześnie. Ma też stary zepsuty gramofon i mnóstwo instrumentów, na których nie umie jednak grać. Przyjaźni się z panią Goggins. Ma siostrę mieszkającą w Pencaster. Ulubione powiedzonka: „Panie, miej nas w swojej opiece!”, „z nieba ci spadł!”, „Wielkie nieba!”, „Bóg mówi «szukajcie, a znajdziecie»”, „dobry Boże!”.
- Julia Pottage – matka bliźniaków Katy i Toma.
- doktor Sylwia (Sylvia) Gilbertson – miejscowa lekarka. Lubi tańce latynoamerykańskie i picie herbaty na stoliku w ogrodzie. Podkochuje się w policjancie z wzajemnością.
- Julian Clifton – syn Pata. Podobnie jak jego ojciec jest zaradny i pomysłowy. Miłośnik postaci z komiksów – Kapitana Zappa. Sympatyczny i koleżeński. Ma brązowe włosy, nosi czerwoną bluzkę, zieloną bluzę i szare spodnie. Jego sympatią jest Mira, bliżej przyjaźni się także z Charliem i bliźniakami Tomem i Kety.
- Charlie Pringle – syn pana Pringle'a. Klasowy kujon. Uwielbia matematykę i pokrewne przedmioty. Ma brązowe włosy, nosi niebieski sweter z rakietą, okulary i brązowe spodnie. Nawet kiedy gra w piłkę lub puszcza latawce, stosuje do tego obliczenia matematyczne.
- Lucy Selby – córka sierżanta Selby'ego. Jest zapatrzona w ojca. W 1 i 2 serii ma brązowe włosy związane gumką, żółtą bluzkę, niebieskie ogrodniczki i kokardę w niebieską kratkę. W 2 i 3 serii ma rozpuszczone włosy z żółtą kokardą, nosi turkusową bluzkę, różową bluzę i niebieską spódniczkę. Odbiera pocztę, która przychodzi do szkoły. Umie grać na fujarce i pięknie śpiewa. Lubi kucyki.
- Bill Thompson – syn Alfa i Doroty. Przebojowy, lubi grę w piłkę, nowoczesną muzykę oraz tańce. Ma czarne włosy, w 1 i 2 nosi żółtą kurtkę, a w 2 i 3 żółtą bluzę, zieloną kamizelkę i brązowe spodnie. Bardzo chce robić coś wyjątkowego, jednak niewiele mu wychodzi, ponieważ jest dosyć niezdarny.
- Katy Pottage – córka Julii Pottage i siostra Toma. W 1 i 2 serii ma żółte włosy uczesane w kucyki związane kokardami w niebieską kratkę, białą koszulę w niebieską kratkę i granatowe ogrodniczki, a czasami niebieską kurtkę i granatową czapkę, w 3 i 4 kucyki są związane kokardami w różową kratkę, nosi różową bluzkę z kołnierzem w różową kratkę i jasnofioletowe spodnie. Lubi bawić się, żartować i pomagać swojej mamie w różnych pracach. Jest odważniejsza od brata.
- Tom Pottage – syn Julii Pottage i brat Katy. W 1 i 2 serii ma żółte włosy, nosi białą koszulę w niebieską kratkę i granatowe ogrodniczki, a czasami niebieską kurtkę i granatową czapkę, w 3 i 4 serii nosi niebieską bluzkę z kołnierzem w niebieską kratkę i granatowe spodnie. Lubi bawić się, żartować i pomagać swojej mamie w różnych pracach.
- Sara Gilbertson – córka pani doktor. W 1 i 2 serii ma krótkie brązowe włosy, kokardę w różową kratkę, czerwoną bluzkę, szalik, brązową kurtkę, spódniczkę tego samego koloru i czerwone buty, w 3 i 4 serii ma brązowe włosy z żółtą opaską, turkusową bluzkę z żółtym kołnierzem i brązowe spodnie. Typowa skarżypyta. Bardzo ciekawska i wścibska. Ulubione powiedzonko: „Proszę pana, proszę pana!”

### Tylko z serii 1-2
- panna Hubbard – typowa „stara panna”. Sądząc po wyglądzie, ma grubo po pięćdziesiątce. Na każdym kroku widać u niej staropanieńskie zaniedbanie. Ma konserwatywne poglądy, przywiązuje wagę do dobrego wychowania i przestrzegania przyjętych form zachowania. W związku z tym łatwo się oburza, gdy ktoś zachowuje się nietypowo lub w sposób nieprzystający do jej wyobrażeń. Apodyktyczna. Wbrew pozorom jakie stwarza, jest człowiekiem wrażliwym na piękno, o czym najlepiej świadczy jej ulubione zajęcie – malowanie obrazów.
- babcia Drayden (w serii 1 i 1,5 jej nazwisko było czytane „drajden”, w serii 2 – „dryden”.) – bardzo leciwa, zabawna staruszka, wracająca ciągle pamięcią do czasów zamierzchłej przeszłości. Bardzo często narzeka na reumatyzm, przez który nie może wykonywać już niektórych czynności, np. wchodzić na pełen starych gratów strych oraz wychodzić za daleko od domu. Posiada różne stare, nieprzydatne przedmioty, np. koło do przędzenia. Jej ojciec grał na tubie. Ulubione powiedzonko: „Kiedy byłam małą dziewczynką ...”
- burmistrz major Forbes – emerytowany wojskowy. W wojsku robił praktycznie wszystko, latał nawet balonem. Nie może rozstać się z dawnym życiem, zwolennik drylu wojskowego w życiu codziennym (z nim w roli dowódcy). Kolekcjonuje ołowiane żołnierzyki. Władczy i apodyktyczny, zapatrzony w siebie egoista. W drugiej serii ze względu na zdolności przywódcze wybrany na burmistrza. Niestety, wybór okazuje się chybiony: obchodzą go tylko własne korzyści, a nie dobro miasta. Obywateli traktuje jak szeregowych. Mieszka w Dworze Garnera (w serii 1 i 1,5 nazywanym ang. Garner Hall). Czasami pomaga panu Pringle'owi w organizowaniu różnych przeglądów, ale pod jednym warunkiem – to o nim jest ten przegląd.
- Sam Woldron – właściciel obwoźnego sklepu – niebieskiego auta ciężarowego z numerem rejestracyjnym SAM 1. Raz na 3 dni jedzie do pobliskiego miasta Pencaster po towar, który potem sprzedaje mieszkańcom Zielonej Doliny. Jest on dla nich głównym dostawcą artykułów wszelakich. Mówi śmiesznym, nosowym głosem. Jest dość zaradny, lecz bardzo wolno kojarzy, o co chodzi. Często dziwi się różnym rzeczom.
- Peter Fogg – „młodzian a'la lata 70”: posiadacz kwadratowej brody, wirtuoz gry na gitarze, jeździ na motorze.
- George Lancaster – typowy chłop. Chodzi w starych kaloszach wypchanych słomą, na głowie ma wełnianą czapkę. Interesuje go tylko jedno: jego kury. Utrzymuje się ze sprzedaży ich jaj, jeździ z nimi na targ, zastawia pułapki na lisa. Odwiedzającym go mieszkańcom proponuje podziwianie kur i branie ich na ręce.

### Tylko z serii 3 i 4
- Ajay Bains – miłośnik pociągów. Jest zarówno właścicielem stacji, zawiadowcą, jak i maszynistą prowadzącym lokomotywę – Zieloną Rakietę. Ponieważ lokomotywa jest ponad 100-letnim parowozem, wiele czasu musi też poświęcać na jej reperację i wymianę części. Zazwyczaj pomaga mu w tym Ted. Ulubione powiedzonko: „Proszę wsiadać! Drzwi zamykać!”
- Nisha Bains – żona Ajaya. Razem z Sarą prowadzi kawiarnię na stacji. Pomysł otwarcia kawiarni podsunął im pastor. Do zadań Nishy należy także opieka nad Nikiem.
- Mira Bains – córka Ajaya i Nishy. Wesoła i sympatyczna. Ma ciemną skórę, czarne włosy z różową spinką, nosi żółto, niebiesko, różową bluzkę i niebieskie spodnie. Lubi żartować, ale za to brak jej wyobraźni. Antytalent w dziedzinie śpiewu. Jej sympatią jest Julian.
- Nikhil Bains – kilkumiesięczny niemowlak jeżdżący w wózeczku, młodszy brat Miry. Uwielbia pociągi i Jessa, którego wizerunek ma wyhaftowany na ubraniu. Nie rozstaje się ze swoją maskotką – zielonym zającem.

### Przesyłki Specjalne
- Michael Lam – jeździ swoim wózkiem i sprzedaje koktajle.
- Ben Taylor – tata Lizzy oraz kierownik działu przesyłek specjalnych.
- Lauren Taylor – żona Bena oraz nauczycielka w miejscowej szkole.
- Lizzy Taylor – córka Lauren i Bena. Jeździ na wózku i potrafi na nim świetnie tańczyć.
- Amy – jest weterynarzem. Ma swojego konia i bardzo lubi Lucy, która także interesuje się tymi zwierzętami.

## Spis odcinków
| N/o                                | Polski tytuł w TVP1; MiniMini Polski tytuł w Cbeebies; Boomerang                                      | Angielski tytuł                                       |
| ---------------------------------- | --- | ----------------------------------------------------- |
|                                    | |                                                       |
| SERIA PIERWSZA                     | |                                                       |
|                                    | |                                                       |
| 01                                 | Pat znajduje zguby                                                                                    | Pat's Finding Day                                     |
|                                    | |                                                       |
| 02                                 | Kura złodziejka                                                                                       | Pat And The Magpie Hen                                |
|                                    | |                                                       |
| 03                                 | Tajemnica Pata                                                                                        | Pat's Birthday                                        |
|                                    | |                                                       |
| 04                                 | Deszczowy dzień                                                                                       | Pat's Rainy Day                                       |
|                                    | |                                                       |
| 05                                 | Owce na polu koniczyny                                                                                | The Sheep In The Clover Field                         |
|                                    | |                                                       |
| 06                                 | Ekspresowy traktor                                                                                    | Pat's Tractor Express                                 |
|                                    | |                                                       |
| 07                                 | Susza                                                                                                 | Pat's Thirsty Day                                     |
|                                    | |                                                       |
| 08                                 | Wietrzny dzień                                                                                        | Pat's Windy Day                                       |
|                                    | |                                                       |
| 09                                 | Mglisty dzień                                                                                         | Pat's Foggy Day                                       |
|                                    | |                                                       |
| 10                                 | Pechowy dzień Pata                                                                                    | Pat's Difficult Day                                   |
|                                    | |                                                       |
| 11                                 | Pat i sanki                                                                                           | Pat Goes Sledging                                     |
|                                    | |                                                       |
| 12                                 | Pat i łyżwy                                                                                           | Letters On Ice                                        |
|                                    | |                                                       |
| 13                                 | Ważna wiadomość                                                                                       | Pat Takes a Message                                   |
|                                    | |                                                       |
| SERIA DRUGA                        | |                                                       |
|                                    | |                                                       |
| 14                                 | Listonosz Pat i dziura na drodze                                                                      | Postman Pat And The Hole In The Road                  |
|                                    | |                                                       |
| 15                                 | Listonosz Pat i rycerska zbroja                                                                       | Postman Pat And The Suit Of Armour                    |
|                                    | |                                                       |
| 16                                 | Pat i okulary                                                                                         | Postman Pat In a Muddle                               |
|                                    | |                                                       |
| 17                                 | Listonosz Pat i wystawa                                                                               | Postman Pat Misses The Show                           |
|                                    | |                                                       |
| 18                                 | Listonosz Pat i sznurek                                                                               | Postman Pat Follows a Trail                           |
|                                    | |                                                       |
| 19                                 | Listonosz Pat i konkurs na najpiękniejsze miasteczko                                                  | Postman Pat Has The Best Village                      |
|                                    | |                                                       |
| 20                                 | Listonosz Pat maluje sufit                                                                            | Postman Pat Paints The Ceiling                        |
|                                    | |                                                       |
| 21                                 | Listonosz Pat i paczki                                                                                | Postman Pat Has Too Many Parcels                      |
|                                    | |                                                       |
| 22                                 | Listonosz Pat i wielka niespodzianka                                                                  | Postman Pat And The Big Surprise                      |
|                                    | |                                                       |
| 23                                 | Listonosz Pat i robot                                                                                 | Postman Pat And The Robot                             |
|                                    | |                                                       |
| 24                                 | Listonosz Pat i balon                                                                                 | Postman Pat Takes Flight                              |
|                                    | |                                                       |
| 25                                 | Listonosz Pat i potwór z wrzosowiska                                                                  | Postman Pat And The Beast Of Greendale                |
|                                    | |                                                       |
| 26                                 | Listonosz Pat i tajemnicza wyprawa                                                                    | Postman Pat And The Mystert Tour                      |
|                                    | |                                                       |
| SERIA TRZECIA                      | |                                                       |
|                                    | |                                                       |
| 27                                 | Listonosz Pat i uciekający latawiec                                                                   | Postman Pat And The Runaway Kite                      |
|                                    | |                                                       |
| 28                                 | Listonosz Pat i głodna koza                                                                           | Postman Pat And The Hungry Goat                       |
|                                    | |                                                       |
| 29                                 | Listonosz Pat i maszyna do lodów                                                                      | Postman Pat And The Ice Cream Machine                 |
|                                    | |                                                       |
| 30                                 | Listonosz Pat i wielki wyścig                                                                         | Postman Pat And The Great Greendale Race              |
|                                    | |                                                       |
| 31                                 | Listonosz Pat i kiermasz rzeczy używanych                                                             | Postman Pat And The Jumble Sale                       |
|                                    | |                                                       |
| 32                                 | Listonosz Pat i magiczny pokaz                                                                        | Postman Pat The Magician                              |
|                                    | |                                                       |
| 33                                 | Listonosz Pat i epidemia w miasteczku Listonosz Pat i wysypka                                         | Postman Pat And The Spotty Situation                  |
|                                    | |                                                       |
| 34                                 | Listonosz Pat i jego film Listonosz pat i film z Greendale                                            | Postman Pat And The Greendale Movie                   |
|                                    | |                                                       |
| 35                                 | Listonosz Pat i futbolowy szał Listonosz Pat i futbolowe szaleństwo                                   | Postman Pat Goes Football Crazy                       |
|                                    | |                                                       |
| 36                                 | Listonosz Pat i pocztowy gołąb                                                                        | Postman Pat's Pigeon Post                             |
|                                    | |                                                       |
| 37                                 | Listonosz Pat i dobra robota                                                                          | Postman Pat And a Job Well Done                       |
|                                    | |                                                       |
| 38                                 | Listonosz Pat i zielony zając                                                                         | Postman Pat And The Green Rabbit                      |
|                                    | |                                                       |
| 39                                 | Listonosz Pat i ogromne motyle                                                                        | Postman Pat And The Big Butterflies                   |
|                                    | |                                                       |
| 40                                 | Listonosz Pat i kłopotliwy pociąg                                                                     | Postman Pat And The Troublesome Train                 |
|                                    | |                                                       |
| 41                                 | Listonosz Pat i latające talerze                                                                      | Postman Pat And The Flying Saucers                    |
|                                    | |                                                       |
| 42                                 | Listonosz Pat i wyprawa nad morze                                                                     | Postman Pat At The Seaside                            |
|                                    | |                                                       |
| 43                                 | Listonosz Pat i zmiana fachu                                                                          | Postman Pat And The Job Swap Day                      |
|                                    | |                                                       |
| 44                                 | Listonosz Pat i znikająca Dosia                                                                       | Postman Pat's Disappearing Dotty                      |
|                                    | |                                                       |
| 45                                 | Listonosz Pat i gwiazdy muzyki pop                                                                    | Postman Pat's Popstars                                |
|                                    | |                                                       |
| 46                                 | Listonosz Pat i polowanie na dinozaury                                                                | Postman Pat And The Great Dinosaur Hunt               |
|                                    | |                                                       |
| 47                                 | Listonosz Pat i nocne strachy                                                                         | Postman Pat And The Spooky Sleepover                  |
|                                    | |                                                       |
| 48                                 | Listonosz Pat i letni kiermasz                                                                        | Postman Pat And The Midsummer Market                  |
|                                    | |                                                       |
| 49                                 | Listonosz Pat i kolejowy inspektor                                                                    | Postman Pat And The Train Inspector                   |
|                                    | |                                                       |
| 50                                 | Listonosz Pat i drabina Alfa Listonosz Pat i lodowa drabina                                           | Postman Pat And The Ice Ladder                        |
|                                    | |                                                       |
| 51                                 | Listonosz Pat ratuje zieloną rakietę                                                                  | Postman Pat And The Rocket Rescue                     |
|                                    | |                                                       |
| 52                                 | Listonosz Pat i jego idealny obraz                                                                    | Postman Pat's Perfect Painting                        |
|                                    | |                                                       |
| SERIA CZWARTA                      | |                                                       |
|                                    | |                                                       |
| 53                                 | Listonosz Pat i przelot balonem                                                                       | Postman Pat And The Big Balloon Ride                  |
|                                    | |                                                       |
| 54                                 | Listonosz Pat i różne pojazdy                                                                         | Postman Pat And The Tricky Transport Day              |
|                                    | |                                                       |
| 55                                 | Listonosz Pat i prezent                                                                               | Postman Pat And The Surprise Present                  |
|                                    | |                                                       |
| 56                                 | Listonosz Pat i idealna pizza                                                                         | Postman Pat And The Perfect Pizza                     |
|                                    | |                                                       |
| 57                                 | Listonosz Pat i wiosenna potańcówka                                                                   | Postman Pat And The Spring Dance                      |
|                                    | |                                                       |
| 58                                 | Listonosz Pat i burza                                                                                 | Postman Pat And The Thunderstorm                      |
|                                    | |                                                       |
| 59                                 | Listonosz Pat i rozbawione zwierzaki                                                                  | Postman Pat And The Playful Pets                      |
|                                    | |                                                       |
| 60                                 | Listonosz Pat i różowe kapcie                                                                         | Postman Pat And The Pink Slippers                     |
|                                    | |                                                       |
| 61                                 | Listonosz Pat i uciekający pociąg                                                                     | Postman Pat And The Runaway Train                     |
|                                    | |                                                       |
| 62                                 | Listonosz Pat i pokaz zwierząt                                                                        | Postman Pat And The Pet Show                          |
|                                    | |                                                       |
| 63                                 | Listonosz Pat i kowboje                                                                               | Postman Pat's Wild West Rescue                        |
|                                    | |                                                       |
| 64                                 | Listonosz Pat i zaczarowany flet                                                                      | Postman Pat's Poyluck Picnic                          |
|                                    | |                                                       |
| 65                                 | Listonosz Pat i Radio Zielona Dolina                                                                  | Postman Pat's Radio Greendale                         |
|                                    | |                                                       |
| 66                                 | Listonosz Pat i tajemniczy superbohater                                                               | Postman Pat The Secret Superhero                      |
|                                    | |                                                       |
| 67                                 | Listonosz Pat i ukryta pomoc                                                                          | Postman Pat Goes Undercover                           |
|                                    | |                                                       |
| 68                                 | Listonosz Pat i kumple od kręgli                                                                      | Postman Pat And The Bowling Buddies                   |
|                                    | |                                                       |
| 69                                 | Listonosz Pat i bal w szkole                                                                          | Postman Pat And The Fancy Dress Party                 |
|                                    | |                                                       |
| 70                                 | Listonosz Pat i magiczna lampa                                                                        | Postman Pat And The Magic Lamp                        |
|                                    | |                                                       |
| 71                                 | Listonosz Pat i podstępne owce                                                                        | Postman Pat And The Sneaky Sheep                      |
|                                    | |                                                       |
| 72                                 | Listonosz Pat i rozbitkowie                                                                           | Postman Pat's Island Shipwreck                        |
|                                    | |                                                       |
| 73                                 | Listonosz Pat i piknik różności                                                                       | Postman Pat's Pied Piper                              |
|                                    | |                                                       |
| 74                                 | Listonosz Pat i słodki konkurs                                                                        | Postman Pat And The Grand Custard Race                |
|                                    | |                                                       |
| 75                                 | Listonosz Pat i szczęśliwa ucieczka                                                                   | Postman Pat And The Lucky Escape                      |
|                                    | |                                                       |
| 76                                 | Listonosz Pat i dzień bicia rekordów                                                                  | Postman Pat And The Record Breaking Day               |
|                                    | |                                                       |
| 77                                 | Listonosz Pat i zaginione rzeczy                                                                      | Postman Pat's Missing Things                          |
|                                    | |                                                       |
| 78                                 | Listonosz Pat i latająca poczta                                                                       | Postman Pat And The Flying Post                       |
|                                    | |                                                       |
| SERIA PIĄTA                        | |                                                       |
|                                    | |                                                       |
| 79                                 | Pat i Bollywoodzki taniec                                                                             | Postman Pat and the Bollywood Dance                   |
|                                    | |                                                       |
| 80                                 | Pat i truskawkowy złodziej                                                                            | Postman Pat And The Stolen Strawberries               |
|                                    | |                                                       |
| 81                                 | Pat i garnek złota                                                                                    | Postman Pat And The Pot of Gold                       |
|                                    | |                                                       |
| 82                                 | Pat i rycerze z doliny                                                                                | Postman Pat And The Greendale Knights                 |
|                                    | |                                                       |
| 83                                 | Pat i wielka uczta                                                                                    | Postman Pat And The Fantastic Feast                   |
|                                    | |                                                       |
| 84                                 | Listonosz w opałach                                                                                   | Postman Pat Gets Stuck                                |
|                                    | |                                                       |
| 85                                 | Pat i niesamowite wynalazki                                                                           | Postman Pat And The Incredible Inventions             |
|                                    | |                                                       |
| 86                                 | Pat i wyścig gokartów                                                                                 | Postman Pat And The Go-Kart Race                      |
|                                    | |                                                       |
| 87                                 | Na ratunek kotu                                                                                       | Postman Pat's Pet Rescue                              |
|                                    | |                                                       |
| 88                                 | Pat i Kucyk Poczta                                                                                    | Postman Pat's Pony Post                               |
|                                    | |                                                       |
| 89                                 | Pat na krawędzi                                                                                       | Postman Pat's Clifftop Adventure                      |
|                                    | |                                                       |
| 90                                 | Pat i niesamowite wynalazki                                                                           | Postman Pat And The Lost Property                     |
|                                    | |                                                       |
| 91                                 | Pat i mówiący kot                                                                                     | Postman Pat And The Talking Cat                       |
|                                    | |                                                       |
| 92                                 | Pat i pani jeż                                                                                        | Postman Pat And The Hedgehog Hideaway                 |
|                                    | |                                                       |
| 93                                 | Pat się nie poddaje                                                                                   | Postman Pat Never Gives Up                            |
|                                    | |                                                       |
| 94                                 | Podwójne przebranie                                                                                   | Postman Pat And The Double Disguise                   |
|                                    | |                                                       |
| 95                                 | Kot w opałach                                                                                         | Postman Pat's Cat Calamity                            |
|                                    | |                                                       |
| 96                                 | Popularny policjant                                                                                   | Postman Pat And The Popular Policeman                 |
|                                    | |                                                       |
| 97                                 | Hałaśliwy dzień                                                                                       | Postman Pat's Noisy Day                               |
|                                    | |                                                       |
| 98                                 | Znikający miś                                                                                         | Postman Pat And The Disappearing Bear                 |
|                                    | |                                                       |
| 99                                 | Zwariowane krowy                                                                                      | Postman Pat And The Cranky Cows                       |
|                                    | |                                                       |
| 100                                | Przygoda na łodzi                                                                                     | Postman Pat's Big Boat Adventure                      |
|                                    | |                                                       |
| 101                                | Wakacyjne hobby                                                                                       | Postman Pat's Holiday Hobbies                         |
|                                    | |                                                       |
| 102                                | Konik zrzęda                                                                                          | Postman Pat And The Grumpy Pony                       |
|                                    | |                                                       |
| 103                                | Wyścig                                                                                                | Postman Pat's Fun Run                                 |
|                                    | |                                                       |
| 104                                | Misja szpiegowska                                                                                     | Postman Pat's Spy Mission                             |
|                                    | |                                                       |
| 105                                | Lodowa przygoda                                                                                       | Postman Pat's Ice Capade                              |
|                                    | |                                                       |
| 106                                | Gwiazdkowy wieczór                                                                                    | Postman Pat's Christmas Eve                           |
|                                    | |                                                       |
| SERIA SZÓSTA – PRZESYŁKI SPECJALNE | |                                                       |
|                                    | |                                                       |
| 107                                | Przesyłka specjalna: Uciekająca krowa                                                                 | Pat's Special Delivery: A Runaway Cow                 |
|                                    | |                                                       |
| 108                                | Przesyłka specjalna: Tipi                                                                             | Pat's Special Delivery: A Tepee                       |
|                                    | |                                                       |
| 109                                | Przesyłka specjalna: Wiatrak                                                                          | Pat's Special Delivery: A Wind Machine                |
|                                    | |                                                       |
| 110                                | Przesyłka specjalna: Szalone roboty                                                                   | Pat's Special Delivery: Crazy Robots                  |
|                                    | |                                                       |
| 111                                | Przesyłka specjalna: Wielkie balony                                                                   | Pat's Special Delivery: Big Balloons                  |
|                                    | |                                                       |
| 112                                | Przesyłka specjalna: Dmuchany zamek                                                                   | Pat's Special Delivery: A Bouncy Castle               |
|                                    | |                                                       |
| 113                                | Przesyłka specjalna: Teleskop Charliego                                                               | Pat's Special Delivery: Charlie's Telescope           |
|                                    | |                                                       |
| 114                                | Przesyłka specjalna: Nietoperze                                                                       | Pat's Special Delivery: Fruit Bats                    |
|                                    | |                                                       |
| 115                                | Przesyłka specjalna: Cenne jajka                                                                      | Pat's Special Delivery: Precious Eggs                 |
|                                    | |                                                       |
| 116                                | Przesyłka specjalna: Niesforny kucyk                                                                  | Pat's Special Delivery: Naughty Pumpkin               |
|                                    | |                                                       |
| 117                                | Przesyłka specjalna: Filmowa uczta                                                                    | Pat's Special Delivery: A Movie Feast                 |
|                                    | |                                                       |
| 118                                | Przesyłka specjalna: Wyścigówka                                                                       | Pat's Special Delivery: A Speedy Car                  |
|                                    | |                                                       |
| 119                                | Przesyłka specjalna: Ruchliwe pianino                                                                 | Pat's Special Delivery: A Wobbly Piano                |
|                                    | |                                                       |
| 120                                | Przesyłka specjalna: Śliska bryła lodu                                                                | Pat's Special Delivery: A Slippery Ice Cube           |
|                                    | |                                                       |
| 121                                | Przesyłka specjalna: Magiczny klejnot                                                                 | Pat's Special Delivery: A Magical Jewel               |
|                                    | |                                                       |
| 122                                | Przesyłka specjalna: Miś                                                                              | Pat's Special Delivery: A Teddy                       |
|                                    | |                                                       |
| 123                                | Przesyłka specjalna: Super magnes                                                                     | Pat's Special Delivery: A Super Magnet                |
|                                    | |                                                       |
| 124                                | Przesyłka specjalna: Domek na drzewie                                                                 | Pat's Special Delivery: A Treehouse                   |
|                                    | |                                                       |
| 125                                | Przesyłka specjalna: Zielony królik                                                                   | Pat's Special Delivery: Green Rabbit                  |
|                                    | |                                                       |
| 126                                | Przesyłka specjalna: Niespodzianka                                                                    | Pat's Special Delivery: A Surprise                    |
|                                    | |                                                       |
| 127                                | Przesyłka specjalna: Papuga Bernie                                                                    | Pat's Special Delivery: Bernie the Parrot             |
|                                    | |                                                       |
| 129                                | Przesyłka specjalna: Czerwona rakieta                                                                 | Pat's Special Delivery: Red Rocket                    |
|                                    | |                                                       |
| 129                                | Przesyłka specjalna: Maszyna grająca                                                                  | Pat's Special Delivery: A Disco Machine               |
|                                    | |                                                       |
| 130                                | Przesyłka specjalna: Wielki tort                                                                      | Pat's Special Delivery: Giant Cake                    |
|                                    | |                                                       |
| 131                                | Przesyłka specjalna: Łyżwy                                                                            | Pat's Special Delivery: Ice Skates                    |
|                                    | |                                                       |
| 132                                | Przesyłka specjalna: Latająca świąteczna skarpeta                                                     | Pat's Special Delivery: The Flying Christmas Stocking |
|                                    | |                                                       |
| ODCINKI SPECJALNE                  | |                                                       |
|                                    | |                                                       |
| S1                                 | Listonosz Pat i żołnierzyki                                                                           | Postman Pat And The Toy Soldiers                      |
|                                    | |                                                       |
| S2                                 | Listonosz Pat i pocztowy autobus                                                                      | Postman Pat Takes The Bus                             |
|                                    | |                                                       |
| S3                                 | Listonosz Pat i tuba                                                                                  | Postman Pat And The Tuba                              |
|                                    | |                                                       |
| S4                                 | Listonosz Pat i barometr                                                                              | Postman Pat And The Barometer                         |
|                                    | |                                                       |
| S5                                 | Listonosz Pat i zielona rakieta                                                                       | Postman Pat And The Great Greendale Race              |
|                                    | |                                                       |
| S6                                 | Listonosz Pat i czarodziejskie święta (25 min.; według MiniMini: "Listonosz Pat i magiczna Gwiazdka") | Postman Pat's Magic Christmas                         |
|                                    | |                                                       |
| S7                                 | Listonosz Pat zostaje klaunem Listonosz Pat i klauni                                                  | Postman Pat Clowns Around                             |
|                                    | |                                                       |
| S8                                 | Listonosz Pat i piraci                                                                                | Postman Pat And The Pirates                           |
|                                    | |                                                       |
| S9                                 | Fajna impreza Listonosza Pata                                                                         | Postman Pat's Great Big Party                         |
|                                    | |                                                       |

## Film pełnometrażowy
W 2014 roku wyprodukowano pełnometrażowy film 3D, animowany komputerowo, oparty na motywach serialu.  Film był dystrybuowany i produkowany przez Lionsgate i Icon Productions oraz animowany przez Rubicon Group Holding. Jego fabuła pokazuje Pata, który bierze udział w konkursie piosenki, a następnie, gdy jest nieobecny w pracy, bezduszne roboty przejmują jego pocztę.